# Band of Horses
Band of Horses, anciennement Horses, est un groupe de rock indépendant américain, originaire de Seattle, dans l'État de Washington. Il est formé par Ben Bridwell, Mat Brooke, Chris Early et Tim Mienig, ainsi que Joe Arnone depuis février 2006.
Le groupe revient en février 2008 à Paris (Maroquinerie) puis fait la tournée estivale des festivals (Eurockéennes). Un troisième album, Infinite Arms est publié en 2010. L'album arrive 7e au Billboard américain. Un album live est sorti, début mars 2011, avec cinq titres extraits de Infinite Arms (Factory, Older, Compliments, Evening Kitchen et For Annabelle) enregistrés en concert à Oslo, Norvège. Leur quatrième album Mirage Rock sort en 2012, puis le cinquième Why Are You OK en 2016. L'album live Acoustic at the Ryman est lui publié en 2014.

## Biographie

### Formation etEverything All the Time(2004–2006)

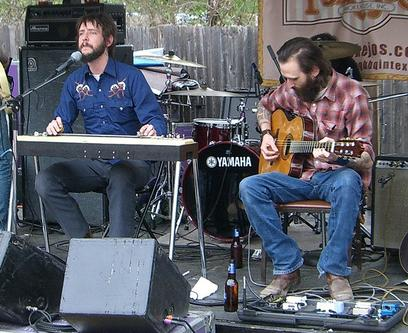
Bridwell et Brooke au SXSW en 2006.

Band of Horses est formé en 2004 autour de Ben Bridwell et Mat Brooke, après la séparation de leur précédent groupe, Carissa's Wierd. Le groupe est remarqué par le label Sub Pop en ouvrant les concerts de Iron and Wine à Seattle et sort en 2005 un premier EP enregistré live, vendu exclusivement lors des concerts et sur le site Internet du label. L'album Everything All the Time est enregistré dans la foulée avec Phil Ek (Modest Mouse, Built to Spill, The Shins) à la production, et paraît le 21 mars 2006 sur le même label. Il est généralement bien accueilli et livre même deux singles, The Great Salt Lake et The Funeral. Band of Horses est souvent comparé à My Morning Jacket, en partie à cause de la similitude des deux chanteurs.
En juillet 2006, Mat Brooke quitte Band of Horses pour se consacrer à ses projets parallèles, notamment Grand Archives (également signé chez Sub Pop). Un communiqué du groupe précise qu'à l'origine il avait prévu de contribuer uniquement à l'écriture des chansons. Une tournée européenne est faite au printemps 2007.

### Cease to BeginetInfinite Arms(2007–2009)
Band of Horses tourne en Europe et en Amérique du Nord en 2007, avant la sortie d'un deuxième album. Joe Arnone ne fait plus partie du groupe, qui tourne à six avec, à ses côtés, Matt Gentling (Archers of Loaf - basse), Robin Peringer (Modest Mouse, Carissa's Wierd - guitare) et Ryan Monroe (claviers). L'album Cease to Begin est enregistré en Caroline du Nord et produit par Phil Ek. Il est publié chez Sub Pop Records le 9 octobre 2007. L'album comprend le trio principal de Ben Bridwell, Creighton Barrett et Rob Hampton, avec Ryan Monroe aux claviers. Cease to Begin est le premier succès de Band of Horses qui atteint la 35e place du Billboard 200 et les classements norvégiens, suédois, français et danois. Il est classé neuvième meilleur album de 2007 au magazine Paste et 47e meilleur chez Rolling Stone. Le single No One's Gonna Love You est le premier single de Band of Horses à atteindre le succès en Europe, étant classé 22e au Danemark.
En 2008, Band of Horses joue au Glastonbury Festival, T in the Park, un concert au Bridge School Benefit, et le Roskilde Festival.

### Infinite Arms(2010–2011)

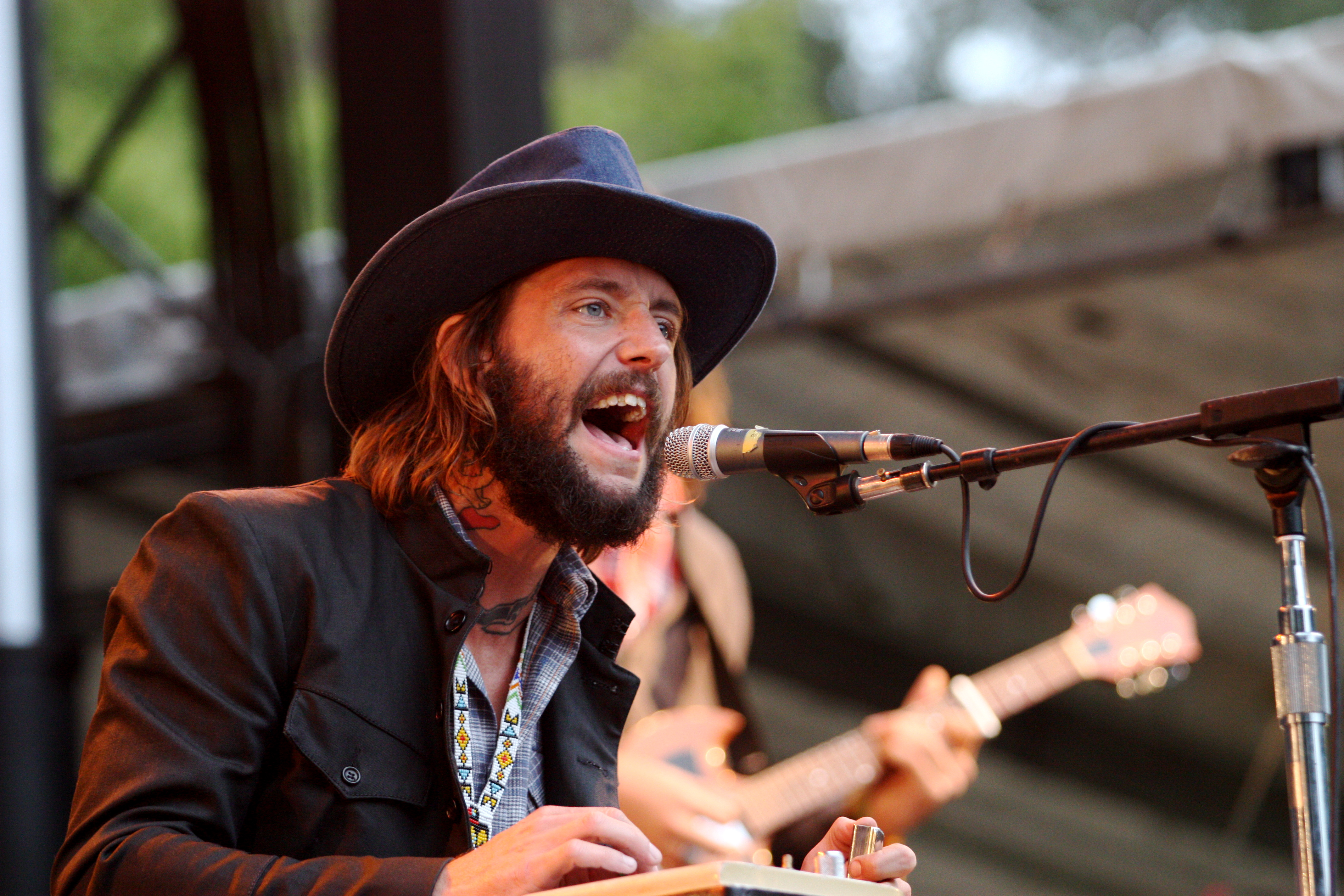
Ben Bridwell jouant avec Band of Horses à l'Outside Lands Festival, en 2009.

En mai 2009, le producteur Phil Ek annonce l'enregistrement d'un troisième album des Band of Horses en Caroline du Nord. Ben Bridwell mentionne le titre Night Rainbows à plusieurs reprises et annonce d'autres dates de tournée, puis le 2 mars 2010, l'album s'intitulera finalement Infinite Arms. Avant l'enregistrement de l'album, Rob Hampton quitte le groupe. Il est plus tard remplacé par le guitariste suédois Ludwig Böss, qui n'apparaitra pas sur les crédits de la pochette de l'album car ayant déjà quitté le groupe. L'album sera enregistré par Bridwell, Ramsey, Reynolds, Barrett et Monroe.
Infinite Arms est publié à l'international entre le 14 et le 19 mai 2010 aux labels Columbia, Brown Records, and Fat Possum. À part les sessions enregistrées aux Echo Mountain Studios, d'autres morceaux sont enregistrés à Los Angeles aux Perfect Sound Studios. L'album est auto-produit par le groupe, avec l'aide de Phil Ek. Le 14 avril, le groupe joue à l'émission Rockpalast sur la chaine WDR. Le 20 avril, ils apparaissent au Later... with Jools Holland. Les deux premiers albums du groupe entrent dans l'UK Albums Chart pour la première fois. Infinite Arms entre à la 21e place de l'UK Albums Charts, menant ainsi Band of Horses à apparaitre pour la première fois au classement britannique, et atteint la 7e place du Billboard 200. Un morceau de l'album, Life on Earth est utilisé pour la bande originale du film The Twilight Saga: Eclipse, sorti le 7 juin 2010.
Band of Horses tourne en Europe, en Amérique du Nord, en Australie, en Nouvelle-Zélande et au Japon en 2010. Ils ouvrent pour Pearl Jam à leur tournée dans le Midwest et la côte est, et pour Snow Patrol à leurs concerts à Bangor et Glasgow en juin. Ils jouent au SXSW, au Sasquatch! Music Festival, Splendour in the Grass, au Summer Sonic, Pukkelpop, Highfields, Malmo, au Rock en Seine, aux festivals Reading, Leeds, Austin City Limits Music Festival (ACL) et Farm Aid en 2010. Le 7 octobre 2010, Band of Horses publie une reprise de Georgia de Cee Lo Green sur leur site web officiel. Band of Horses publie un clip de la chanson Dilly le 16 novembre 2010. Internet Movie DataBase collabore au clip de la chanson Everything All the Time, une grande première pour le site web. Dilly est publié comme single le 14 février 2011 et comprend leur reprise de Cee-Lo Green. Le single est un petit succès bien placé dans les classements belges.
Infinite Arms est nommé pour un Grammy Award dans la catégorie de « meilleur album alternatif » et est incluse dans plusieurs listes des meilleurs albums de l'année, notamment celles de Q Magazine (#21), NPR (#15) Filter Magazine (#10) et Paste Magazine (#14). La chanson Laredo devient 328e dans la liste du top 50 des meilleures chansons établie par Rolling Stone.
En 2011, Band of Horses revient en Europe pour une tournée entre janvier et février, avec les Foo Fighters à la Wembley Arena le 25 février puis en Australie en novembre 2011.

### Mirage Rock(2012–2013)
En avril 2012, Ben Bridwell annonce le quatrième album des Band of Horses pour la fin 2012, et sera produit par Glyn Johns. En juin, le groupe partage un morceau du clip Dumpster World et annonce l'album pour septembre. Le 10 juillet, le tire de l'album est annoncé : Mirage Rock. Un premier single, Knock Knock, est publié le 9 juillet 2012 et l'album est publié le 18 septembre. Knock Knock et le single Slow Cruel Hands of Time sont classés en Belgique. À la fin août 2012, un clip de Knock Knock est publié sur Internet.

### Nouveaux albums (depuis 2014)
Le 24 février 2014, Band of Horses publie un album live dix titres, Acoustic at the Ryman.
Le 17 juillet 2015, Ben Bridwell et Sam Beam de Iron and Wine publient un album de reprises intitulé Sing into My Mouth. Leur cinquième album, Why Are You OK, est produit par Jason Lytle du groupe Grandaddy et publié le 10 juin 2016 chez American Recordings et Interscope Records. Le 1er mai 2017, Tyler Ramsey annonce son départ de Band of Horses. Reynolds fait de même. Band of Horses est rejoint en tournée par Richard Fitzpatrick à la guitare et assiste au retour du bassiste Matt Gentling.

## Membres

### Membres actuels
- Ben Bridwell - chant, guitare, pedal steel, claviers (depuis 2004)
- Creighton Barrett - batterie (depuis 2006)
- Ryan Monroe - claviers, guitare, chant (depuis 2007)
- Matt Gentling - basse (2007, depuis 2017)

### Membres de tournée
- Richard Fitzpatrick - guitare (depuis 2017)
- Ian MacDougall - guitare (depuis 2017)

### Anciens membres
- Chris Early - basse (2004-2005)
- Tim Meinig - batterie (2004-2005)
- Sera Cahoone - batterie (2005)
- Mat Brooke - guitare, chant (2004-2006)
- Joe Arnone - guitare, claviers (2006-2007)
- Rob Hampton - basse (2006-2007), guitare (2007-2009)
- Robin Peringer - guitare (2007)
- Tyler Ramsey - guitare, chant (2007-2017)
- Bill Reynolds - basse (2007-2017)
- Ludwig Böss - guitare (2009-2010)

## Discographie

### Albums studio
- 2006 : Everything All the Time
- 2007 : Cease to Begin
- 2010 : Infinite Arms
- 2012 : Mirage Rock
- 2014 : Acoustic at the Ryman
- 2016 : Why Are You OK
- 2022 : Things Are Great

### EP
- 2005 : Limited Edition Tour EP
- 2011 : Live P3Sessions, NRK, Norway

### Singles
- 2006 : The Great Salt Lake
- 2006 : The Funeral
- 2007 : Is There a Ghost
- 2008 : No One's Gonna Love You

### Utilisation des titres
- The Funeral apparaît dans la vidéo "Inspired Bicycles" du trialiste VTT professionnel Danny MacAskill pour la marque Inspired Bicycles.
- The Funeral apparaît dans une vidéo publicitaire pour le site « www.tartybikes.co.uk »(Archive.org • Wikiwix • Archive.is • Google • Que faire ?) (consulté le 22 septembre 2017).
- The Funeral apparaît dans l'épisode 9 de la saison 2 de la série Kyle XY.
- The Funeral apparaît dans l'épisode 7 de la saison 4 de la série Les Frères Scott.
- The Funeral apparaît dans l'épisode 22 de la saison 1 de la série Flashforward.
- The Funeral apparaît dans l'épisode 24 de la saison 1 de la série 90210.
- The Funeral apparaît dans l'épisode 15 de la saison 2 de la série Esprits criminels.
- Monsters apparaît dans l'épisode 21 de la saison 2 de la série Esprits criminels.
- The Funeral apparaît dans le film The Stepfather.
- The Funeral apparaît également dans la bande annonce du film Les Petits Mouchoirs réalisé par Guillaume Canet (2010).
- The Funeral apparaît dans la bande-annonce du film Love, et autres drogues d'Edward Zwick.
- The Funeral apparaît dans l'épisode 11 de la saison 4 de la série Numb3rs.
- The Funeral apparaît dans l'épisode 1 de la saison 8 de la série How I Met Your Mother.
- The Funeral et Is There A Ghost apparaissent dans une vidéo de skate de Lakai Fully Flared (part. de Guy Mariano).
- The Funeral apparait dans le film Battleship
- The Funeral apparaît dans le jeu vidéo Skate
- The Funeral apparaît dans le clip trailer des Championnats du monde d'escalade 2012 de Bercy[34]
- The Funeral apparaît dans le documentaire Shaun Palmer The Miserable Champion
- The Funeral apparait dans le film Cops : Les Forces du désordre sorti en 2014.
- Life on Earth apparaît dans le film Twilight, chapitre III : Hésitation.
- The General Specific apparaît dans l'épisode 3 de la saison 1 de la série Chuck.
- The General Specific apparaît dans l'épisode 11 de la saison 1 de la série Gossip Girl.
- No One's Gonna Love You  apparaît dans le film Zombieland.
- No One's Gonna Love You apparaît dans l'épisode 6 de la saison 5 de la série Les Frères Scott (One Tree Hill)
- No One's Gonna Love You  apparaît dans l'épisode 10 de la saison 1 de la série Chuck.
- Neighbor apparaît dans l'épisode 18 de la saison 3 de la série Chuck.
- I Go To The Barn Because I Like The apparaît dans l'épisode 16 de la saison 4 de la série Psych : Enquêteur malgré lui.
- On My Way Back Home apparaît dans l'épisode 19 de la saison 3 de la série Chuck.
- Blue Beard apparaît dans l'épisode 19 de la saison 3 de la série Chuck.
- Is There a Ghost  apparaît dans l'épisode 21 de la saison 2 de la série Fringe.
- Is There a Ghost  apparaît dans le film Date limite.
- Cigarettes, Wedding Bands apparaît comme titre jouable dans le jeu vidéo [Guitar Hero 5]
- The Funeral apparaît dans la video promotionnelle "the full flareid / LAKAI" https://www.youtube.com/watch?v=ky5wQnjmve4
- Feud apparaît comme l'une des nombreuses chansons de l'écran titre du jeu vidéo FIFA 13.
- The Funeral apparaît dans la saison 5 de la série espagnole Casa de papel